# Кравченко, Александр Александрович
Алекса́ндр Алекса́ндрович Кра́вченко (19 мая 1973, Катав-Ивановск, СССР) — российский лыжник, участник Олимпийских игр. Мастер спорта международного класса.

## Карьера
На зимних Олимпийских играх 1998 года Александр Кравченко на дистанции 30 километров свободным стилем занял 31-е место.

## Образование
В 2000 году окончил Челябинский государственный педагогический университет.